# Deborah Adair
Deborah Adair (Lynchburg, 23 maggio 1952) è un'attrice televisiva statunitense nota principalmente per i suoi ruoli nelle soap opera.

## Biografia
Nata a Lynchburg (Virginia), Adair ha frequentato l'Università di Washington, dove ha conseguito una laurea in pubblicità e marketing. Ha lavorato come copywriter, produttrice commerciale e assistente responsabile della promozione per stazioni radio a Seattle, a Washington.

### Attrice
Adair andò a Hollywood e trovò un agente che la aiutò a ottenere piccole parti in diverse serie televisive. La sua grande occasione arrivò nel 1980 quando fu scelta per il ruolo di Jill Foster Abbott nella soap opera Febbre d'amore. Nel 1983 lasciò la soap per interpretare Tracy Kendall in Dynasty, un ruolo che interpretò fino al 1984. A questo seguì il ruolo regolare di Daisy Lloyd in un'altra serie, Detective per amore (1984). 
Nel 1986 tornò brevemente in Febbre d'amore per riprendere il ruolo di Jill. Apparve anche nella soap opera Santa Barbara per alcuni episodi. Adair lavorò insieme a suo marito Chip Hayes nella serie Melrose Place, in cui interpretò il ruolo ricorrente della dirigente pubblicitaria Lucy Cabot dal 1992 al 1993. Interpretò anche il ruolo di Kate Roberts nella soap opera Il tempo della nostra vita dal 1993 al 1995.
In totale, Adair apparve come guest star in sette serie televisive: Dynasty, Matt Houston, Love Boat, Detective per amore, Hotel (in cui interpretò quattro ruoli tra il 1984 e il 1987), Melrose Place, La signora in giallo, Blacke's Magic, MacGyver, Lincoln e il film televisivo Rich Men, Single Women (1990).

### Vita privata
Adair fu sposata con il politico Gary Baker per quattro anni, divorziando nel 1978. Nel 1987 sposò Chip Hayes, con il quale adottò due figli: Lucy Taylor Hayes e Jeremy Hayes. Nel 1995 si ritirò dalla recitazione.

## Filmografia parziale

### Cinema
- La cosa degli abissi (The Rift), regia di Juan Piquer Simón (1989)

### Televisione
- La signora in giallo (Murder, She Wrote) – serie TV, episodio 2x22 (1986)